# Nina Rask
Nina Terese Rask, ofte krediteret som Nina Rask (født 3. juli 1998 på Østerbro i København) er en dansk skuespiller, satiriker og radiovært, der blandt andet har spillet med i Carmen Curlers og spillet den ene hovedrolle (William) i Sauna. Hun har som transperson også bidraget til en række udsendelser om kønsidentitet.

## Levnedsløb
Rask blev i 2019 en del af DR's talentudviklingsskole "Talentholdet". Hun har blandt andet været ansat på P3 Satire og lavet flere udsendelser om queermiljøet som DRTV-miniserien Hvilket køn er du? i 2021 og podcastserien Hvor regnbuen ender. I den forbindelse har hun udtalt sig til forskellige medier om sin egen fornemmelse af at være anderledes og have en ikke-binær kønsidentitet. Lige siden hun var fem år, blev hendes drengede udseende og adfærd bemærket af omgivelserne. I 2021 fik hun fjernet sine bryster som led i sin transition og fremviste året efter sin nyopererede brystkasse på forsiden af Eurowoman.
Rask er aktivist i det danske lgbtq+-miljø, og i 2022 blev hun kåret til "Årets lgbt+-person".

## Roller

### TV
- Friheden (2018-2021) - Mille (én episode)
- Orkestret (2022-2024) - Frey (én episode)
- Carmen Curlers (2022-2023) - Annie (tre episoder)
- Dark Horse (2024) - Olivia (seks episoder)

### Film
- Meter i sekundet (2023) - Verona, elev
- Nattevagten 2 - Dæmoner går i arv (2023) - Maria
- Sauna (2025) - William